# Centre de Vols Experimentals Atlas
El Centre de Vols Experimentals Atlas és un centre d'experimentació i assaig amb avions no tripulats (drons) de baix tonatge (fins a 500 kg) situat a Villacarrillo (província de Jaén, Andalusia), inaugurat el març de 2014. És complementari al Centre per a Assajos, Entrenament i Muntatge d'Aeronaus no Tripulades (C.E.U.S.) de gran tonatge (fins a 15.000 kg) que està en construcció a Moguer.
Té una pista principal d'aterratge i enlairament de 600 metres de longitud i una auxiliar d'herba de 400 m, una plataforma d'espera i carrer de rodatge per a accés a les pistes, una zona especial d'aterratge per a petits helicòpters i un edifici tècnic de tres plantes per a la planificació i el seguiment de les missions. A més, compta amb diversos hangars independents amb tallers de manteniment i reparació i altres instal·lacions per al suport logístic-tècnic del centre, així com una reserva d'espai aeri segregat amb una extensió aproximada de més de mil metres quadrats.
Ha estat desenvolupat per la Conselleria d'Economia, Innovació, Ciència i Ocupació de la Junta d'Andalusia, a través del Centre Avançat de Tecnologies Aeroespacials (CATEC) i la Fundació Andalusa per al Desenvolupament Aeroespacial (FADA), amb una inversió de 4,5 milions d'euros cofinançats amb fons del Programes Operatiu FEDER.